# 冰上萬花筒

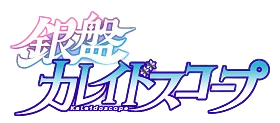
《冰上万花筒》LOGO

《冰上萬花筒》（日語：銀盤カレイドスコープ），是Super Dash文庫出版的輕小說。獲得第2回Super Dash小說新人獎〈大獎〉。

## 概要
- 這部小說是作者海原零初次亮相的作品，在2003年6月30日開始連載第一部份。由於第一部上下兩卷獲得好評，續編（第3卷以後）依次出版，2005年8月漫畫化，10月開始播出動畫版，廣播節目等陸續展開。此部是描寫擅長花式滑冰的主角以挑戰世界各國的滑冰少女為目標的輕小說。
- 本作亦有相關的動漫、廣播節目及遊戲等跨媒體企劃。電視動畫描寫的是小說第一、二卷的內容，於2005年10月8日至12月24日在東京電視台播放。

## 故事简介
16岁的花样滑冰运动员樱野妲滋紗，突然被加拿大幽灵彼得附体，偏偏此时妲滋紗向媒体宣布，要赢得奥林匹克运动会出场权......这样不知该说“两个人”还是“一个人”的组合，似乎要为绝不太平的将来作出许多牺牲......
16岁的樱野妲滋紗是自稱拥有100亿美金的美貌花样溜冰选手，但是却因为心直口快，作风硬朗而不招人喜欢，本被期待的实力派的她在女子单人花样滑冰比赛中失利败北，更惨的是，还被一个倒霉的加拿大少年彼得的灵魂附体，彼得的灵魂要在100天后才能升天，他们两人要度过整整100天一心同体的生活，彼特能够通过妲滋紗的眼睛看到外界的一切，也就是说，妲滋紗在洗手间也不得安宁......混乱的生活就此开始......
喜欢耍贫嘴而得罪媒体、陷入媒体集中炮火的妲滋紗能够取得奥林匹克运动会的出场权吗......？震撼花样滑冰界的恶女主角的最凶传说就这样开始了！

## 人物介紹

### 鶴紗與週邊人物
櫻野鶴紗（聲：川澄綾子（日本）；林美秀（台灣）；黄紫娴（香港））
是一個16歲的花式滑冰選手，自幼父母離異，與妹妹洋子住在高島教練的家。一直想取得奧運代表資格，自稱擁有價值一百億美元的美貌，不過個性驕傲，口無遮攔，在一次比賽沒能取得好成績，所以被媒體視為眼中釘。有一天被來自加拿大的幽靈彼得．潘普士附身。在這100天內，鶴紗得到彼得的開導，漸漸喜歡彼得，而且在奧林匹克運動會中獲得第4名。彼得最終回到天國，鶴紗和彼得許下來生再見的諾言。三年後，她在世錦賽取得金牌，擊敗女王莉雅
彼得‧潘普士（聲：吉野裕行（日本）；劉傑（台灣）；關信培（香港））
附身在櫻野鶴紗身上的幽靈，是16歲的加拿大人，頭腦清晰，幫助過鶴紗應付考試，生前是飛行員，但後來因為系統故障不幸墜機，墜機瞬間恰好與鶴紗比賽失誤時刻相同，故附身在她身上。當時享年16歲。本身愛慕鶴紗，但討厭蕃茄；他也是開導鶴紗的精神導師。但最終還是回到天國，並和鶴紗許下來生再見的諾言。
櫻野洋子（聲：齋藤千和（日本）；吳貴竹（台灣））
鶴紗的妹妹，雖然只有9歲不過很像大人，負責打理家務。
本城美佳（聲：井上麻里奈（日本）；錢欣郁（台灣））
鶴紗的好朋友，了解鶴紗也幫她設計服裝。
三代雪繪（聲：鈴木弘子（日本）；鄭仁君（台灣））
滑冰協會的部長，通稱三代監督，以前也是個花式滑冰選手，鶴紗討厭她所以稱她為「討厭的三代監督」和「討厭的死老太婆」。
新田一也（聲：千葉一伸（日本）；曹冀魯（台灣））
一個自由作家，偷偷暗戀至藤響子。
高島優司（聲：小杉十郎太（日本）；曹冀魯（台灣））
鶴紗的教練。

### 競爭選手
至藤響子（聲：村井每早（日本）；陳季霞（台灣））
是國內最強的選手，稱號「悲劇女王」，是鶴紗在日本最大的勁敵。
莉雅‧嘉奈特‧朱迪耶夫（聲：能登麻美子（日本）；鄭仁君（台灣））
14歲的俄籍少女，號稱「女帝」，在競技時令鶴紗芒刺在背。
多敏妮克‧米勒（聲：岡本麻彌（日本）；錢欣郁（台灣））
美籍溜冰選手，因過去在比賽前暖身時曾和鶴紗有衝突，而對鶴紗懷有強烈敵意。

## 電視動畫

### 主题曲
片頭曲
- 「Dual」

作詞：YeLLOW Generation、作曲：渡邊和紀、編曲：小西康陽、歌：YeLLOW Generation
片尾曲
- 「energy」

作詞：cAnON.、作曲：cAnON.、編曲：Kenz、歌：本城美佳（井上麻里奈）
插入曲
- 「Way」

作詞：cAnON、作曲：cAnON.、編曲：Kenz、歌：本城美佳

### 各話標題
2005年10月至2005年12月播放，全12集。
| 集數   | 日文標題 | 中文標題             | 編劇       | 分鏡        | 演出            | 作畫監督                 | 首播日期 （2005年） |
| ------ | -------- | -------------------- | ---------- | ----------- | --------------- | ------------------------ | ------------------- |
| 第01話 |          | 身價百億的女孩       | 大和屋曉   | 高松信司    | 菱川直樹        | 梁光錫                   | 10月8日             |
| 第02話 |          | 關鍵就是番茄         | 大和屋曉   | 川口敬一郎  | 鏑木宏          | 鳴海聖子                 | 10月15日            |
| 第03話 |          | 麻煩的三迴旋         | 高橋奈津子 | 藤本義孝    | 水本葉月        | 飯飼一幸                 | 10月22日            |
| 第04話 |          | 令人驚愕的自由式之技 | 横手美智子 | 中村憲由    | 腰繁男          | 三浦辰夫                 | 10月29日            |
| 第05話 |          | 一個人的約會         | 大和屋曉   | 藤本義孝    | 岡嶋国敏        | 龜田義明                 | 11月5日             |
| 第06話 |          | 改變                 | 中瀨理香   | 川口敬一郎  | 鏑木宏          | 鳴海聖子                 | 11月12日            |
| 第07話 |          | 冰上的女服務生       | 高橋奈津子 | 山田浩之    | 水本葉月        | 飯飼一幸                 | 11月19日            |
| 第08話 |          | 媒體戰爭             | 横手美智子 | 藤本義孝    | 腰繁男 櫛引康史 | 三浦辰夫                 | 11月26日            |
| 第09話 |          | 三角戀情             | 中瀨理香   | 山田浩之    | 岡嶋国敏        | 龜田義明                 | 12月3日             |
| 第10話 |          | 期限到了             | 大和屋曉   | 藤本義孝    | 腰繁男          | Kim Gin Young 佐久間康子 | 12月10日            |
| 第11話 |          | 親吻與鳴泣           | 高橋奈津子 | 山田浩之    | 宮田亮          | 飯飼一幸                 | 12月17日            |
| 第12話 |          | 灰姑娘               | 大和屋曉   | 艾倫·史密西 | 艾倫·史密西     | 牧內桃子                 | 12月24日            |

## 外部連結
- 日本新力音樂的介紹（日語）
- 東京電視台的介紹（页面存档备份，存于）（日語）